# Miriam Eschkol

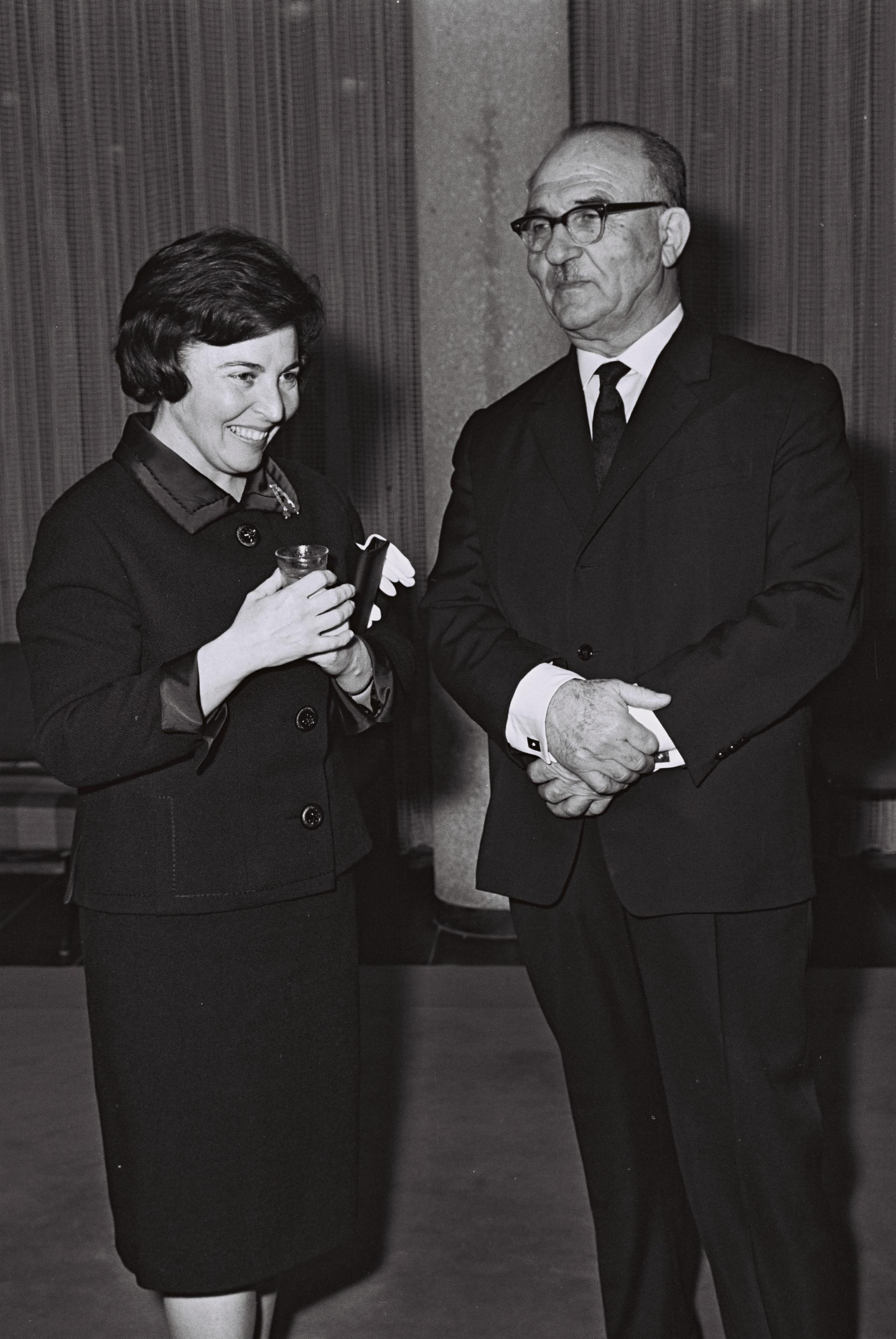
Miriam und Levi Eschkol (1964)

Miriam Eschkol  (hebräisch מרים אשכול; * 1929 in Bacău als Miriam Zelikowitz; † 26. November 2016 in Jerusalem) war eine israelische Bibliothekarin, soziale Aktivistin und Ehefrau des israelischen Premierministers Levi Eschkol. 

## Leben
Eschkol wurde als Miriam Zelikowitz geboren und wanderte mit ihren Eltern 1930 aus Rumänien aus in das Gebiet des späteren Israel, wo sie in Tel Aviv und Ramat Gan lebte. Sie war seit 1947 Mitglied im Palmach und diente in der israelischen Armee während des Palästinakriegs.
Später zog sie nach Jerusalem und studierte an der Hebräischen Universität englische Literatur und Geschichte und war wissenschaftliche Mitarbeiterin am Institut für Geschichte dieser Universität. Ab 1956 war sie als Bibliothekarin in der Knesset-Bibliothek tätig.
Sie wurde die dritte Ehefrau des israelischen Premierministers Levi Eschkol, den sie 1964 heiratete. Während des Sechstagekrieges war sie seine persönliche Sekretärin. Nach seinem Tod 1969 verwaltete sie seinen Nachlass und initiierte und leitete bis 2008 die Yad Levi Eshkol, eine Organisation zur Erhaltung des Gedenkens an Levi Eschkol.
Eschkol war Präsidentin der „Vereinigung der Akademikerinnen in Israel“ und im Board of Directors des Israel-Museums.